# Olibrus seidlitzi
Olibrus seidlitzi là một loài bọ cánh cứng trong họ Phalacridae. Loài này được Flach miêu tả khoa học năm 1888.